# Erlina Doho
Pour les articles homonymes, voir Doho.
Peintre née le 5 avril 1975 à Bali en Indonésie, Erlina Doho est issue d'une famille d'artistes indonésiens : son père Doho Sendjojo, connu comme artiste majeur de son pays, et sa mère Dewi, artiste inspirée par la calligraphie chinoise. Très tôt, elle s'illustre, dans sa catégorie d'âge, dans des concours de peinture nationaux, puis internationaux en remportant de nombreuses distinctions. Après quatre années d'études à l'École nationale des beaux-arts de Yogyakarta, ponctuées du prix d'honneur de peinture, elle part étudier deux années à l'Académie centrale des beaux-arts de Pékin en Chine. Elle y perfectionne sa technique de peinture anatomique. Commence alors sa carrière artistique professionnelle. Elle s'installe à Bali où résident ses parents. De nombreuses expositions l'amènent à voyager et à découvrir en 2000, Paris et la France, où elle s'établira en 2002. 

## Études
- l'Académie centrale des beaux-arts de Pékin - Chine (1995-1997)

- l'École nationale des beaux-arts de Yogyakarta - Indonésie (1990-1994)

## Expositions
- Balai Budaya, Jakarta (Indonésie),1991

- Festival Kesenian Yogyakarta (Indonésie), 1993

- Gebyar Seni, Mon Decor Gallery, Jakarta (Indonésie), 1995

- Dreaming, Dreamy Gallery, Pékin (Chine), 1997

- Mother & Daughter, Seniwati Gallery, Bali(Indonésie), 1998

- Seedlings, Galerie Regal, Hong Kong(Chine), 1999

- Processes, paris, France, 2000

- Till 2000 Tomorrow, New-Delhi (Inde), 2000

- Expo 2000, Hanovre (Allemagne), 2000

- Spirited Faces, Galerie Belvedere, Singapour, 2002

- l'Art pour la Paix, Bali, Indonésie, 2002

- Doho, Hôtel de Ville, Clermont de l'Oise, France, 2006

- Figuration Critique, Palais de Bondy, Lyon (France), 2007

- Figuration Critique, L'Usine à Zabu, Saint Germain Des Angles (France), 2008

- Figuration Critique, Kiron Espace, Paris (France), 2009

- Figuration Contemporaine, Espace Culturel Séraphine Louis, Clermont de l'Oise (France)2010

## Prix et Distinctions
- reçoit 4 médailles à des concours mondiaux de peinture Japon, 1984-1988

- reçoit 1 médaille de peinture de l'UNESCO, 1988

- reçoit 15 prix des concours de peinture, 1980-2008

- Prix d'honneur des jeunes artistes indonésiens, 1992

- Invitée par le ministère du Tourisme, Poste et Télécommunication de la république d'Indonésie à peindre à travers le pays , 1993

## Liens
- Site de l'artiste